# Вайлерсвист
Вайлерсвист (нем. Weilerswist) — община в Германии, в земле Северный Рейн-Вестфалия.
Подчиняется административному округу Кёльн. Входит в состав района Ойскирхен. Население составляет 16 298 человек (на 31 декабря 2010 года). Занимает площадь 57,21 км².
Коммуна подразделяется на 13 сельских округов.

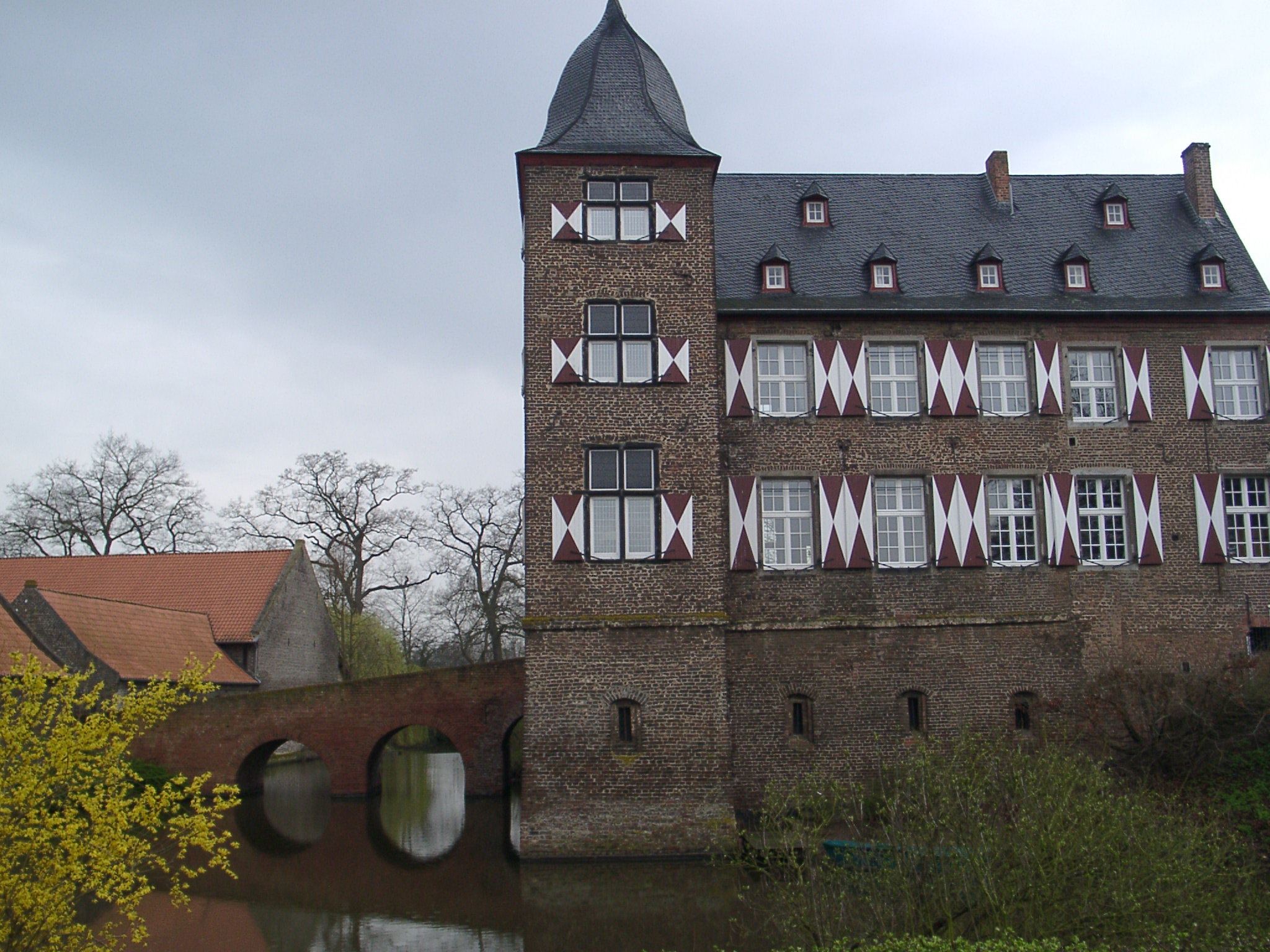
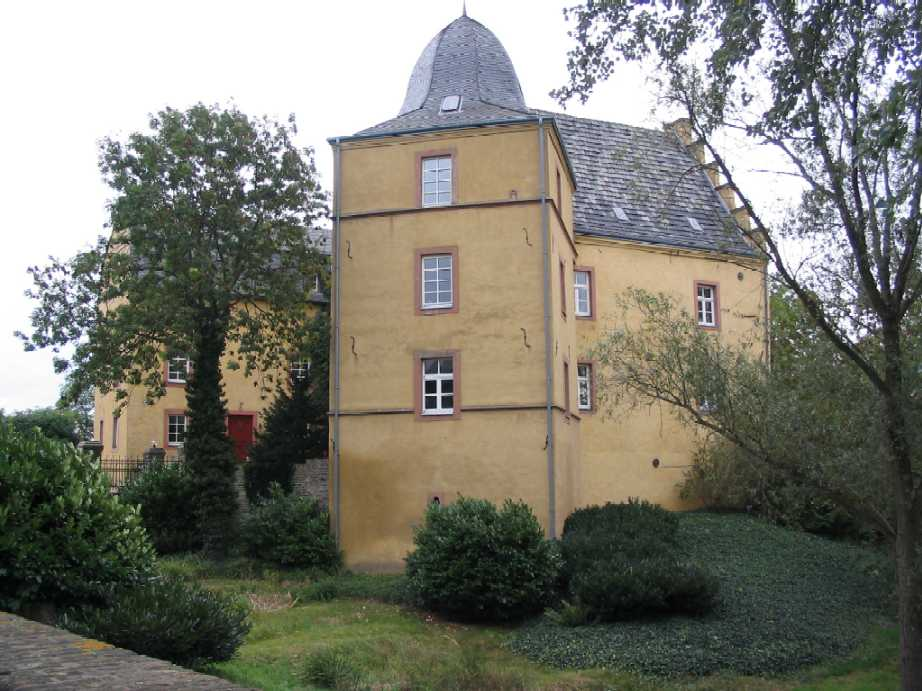